# Soergelia
Soergelia  es un género extinto de mamífero caprino que vivió durante el Pleistoceno  en América del Norte, Europa y Asia , hace entre 0,781 y 0,3 millones de años aproximadamente.

El género incluye las siguientes especies:
- †Soergelia brigittaeKostopolous, 1997[5]
- †Soergelia minor Moyà-Solà, 1987[4]
- †Soergelia intermedia Crégut-Bonnoure & Dimitrijević, 2006[6]
- †Soergelia elisabethae Schaub, 1951[1]
- †Soergelia mayfieldi (Troxell, 1915)[7]